# Mistrovství Evropy v zápasu řecko-římském 1984
Mistrovství Evropy v zápasu řecko-římském 1984 se konalo v Jönköpingu, Švédsko.

## Výsledky

### Muži
| Kategorie | Zlato                  | Stříbro                      | Bronz               |
| --------- | ---------------------- | ---------------------------- | ------------------- |
| 48 kg     | Mahaddin Allahverdijev | Vincenzo Maenza Ortse Ortsev | —                   |
| 52 kg     | Minseit Tazetdinov     | Mihai Cişmaşu                | Velin Dogandzhidski |
| 57 kg     | Kamil Fatkulin         | Pasquale Passarelli          | Petar Balov         |
| 62 kg     | Kamandar Madžidov      | Günter Reichelt              | Constantin Uță      |
| 68 kg     | Mijail Prokudin        | Ștefan Negrișan              | Panayot Kirov       |
| 74 kg     | Roger Tallroth         | Borislav Velichkov           | Michail Mamijašvili |
| 82 kg     | Teimuraz Apjazava      | Anguel Bonchev               | Jarmo Övermark      |
| 90 kg     | Atanas Komchev         | Igor Kanygin                 | Yeoryos Pozidis     |
| 100 kg    | Tamás Gáspár           | Thomas Horschel              | Nikolaj Balbošin    |
| +100 kg   | Aleksandar Tomov       | Henryk Tomanek               | Igor Rostorockij    |